# ORBITER Space Flight Simulator
ORBITER Space Flight Simulator je trojrozměrný počítačový simulátor vesmírných letů. Simulátor byl vytvořen pro hardwarovou platformu PC.
Autorem programu je Martin Schweiger a na projektu pracuje od roku 2000. Výsledkem jeho práce je skutečně zajímavý simulátor kosmických lodí.

## Charakteristika

### Konstrukce programu
ORBITER funguje jako program ke kterému je možné připojit moduly ve formě různých souborů. Moduly je pak možné aktivovat do samotné simulace, například editor lodí, zvuk, generátor hornaté krajiny aj. Stejně tak jsou přístupné textury nebo konfigurační soubory. Program na ně totiž při své práci odkazuje.

### Instalace programu
ORBITER nepotřebuje instalaci a na své domovské stránce je ke stažení ve formě archivu, který pak stačí pouze rozbalit do složky. Program tedy nic neukládá do operačního systému a tak se s ním dá lehce manipulovat. To platí i pro jeho moduly.

### Minimální požadavky
- Procesor 600 MHz
- 256 MB RAM
- Windows 95/98/ME/2000/XP/Vista
- DirectX 7 a vyšší
- 120 MB HDD
- Možné připojit DirectX Joystick

Program funguje dobrou rychlostí pokud grafika simulace pracuje alespoň s frekvencí >20 fps.

### Verze programu
První verze vyšla 27. listopadu 2000. Aktuálně je k dispozici ORBITER 2016.

### Licencování a šíření
Veškerá práva jsou vyhrazena Martinu Schweigrovi. Program je freeware a je možné ho jakkoli šířit pouze pro nekomerční použití. Komerční použití je nutné s autorem projednat. ORBITER ani jeho části nesmí být používány v jiných komerčních produktech. Uživatel může upravovat pouze soubory ve složkách programu Config, Meshes, Textures a Textures2.

## Autor
Autorem je Ph.D. Martin Schweiger. Je to britský profesor na univerzitě v Londýně. Specializuje se na optickou tomografii a Orbiter vytvořil ve volném čase.

## Simulace
ORBITER slouží hlavně jako trojrozměrný letecký simulátor letů nejen v atmosféře ale i vesmírem. Je však možné s ním i pouze sledovat objekty Sluneční soustavy. Kromě pohledů kamery ze stroje a na stroj je možné i vybrat pohled na nějakou planetu nebo jakýkoli jiný objekt. Grafika je v ORBITERU to nejnáročnější na hardware. Po vzhledové stránce je na svoji dobu velmi dobře zpracován.
Do simulátoru je v základním balíčku nahraná většina naší sluneční soustavy tj. Slunce, vnitřní planety spolu se svými měsíci a vnější planety spolu se svými největšími měsíci. Nejsou zde asteroidy mezi Marsem a Jupiterem a ani Pluto s Charonem. Také žádné komety. Všechny tyto věci a například další fiktivní sluneční soustavy je však možné do ORBITERU doinstalovat jako add-ony (doplňky).
Simulátor se spouští prostřednictvím nahraných scénářů. Tyto scénáře obsahují Sluneční soustavu v různých rozpoloženích, různé vesmírné lodě v okamžiku k dispozici a někdy i playbacky nahrané simulace. K ORBITERU je dodán i modul ScnEditor, sloužící k vytváření scénářů. Pokud je aktivovaný, je možné za běžící simulace přidávat a mazat stroje.
Pro "ulehčení života" v simulátoru jsou na některých místech ve Sluneční soustavě vesmírné základny. Hlavní základnou je Kennedyho vesmírné středisko na Floridě. Na Zemi je ještě velké množství dalších základen, např. Bajkonur. Ve většině případů však nejsou na všech základnách i modely okolních budov, ale pouze detailnější textura povrchu planety. Samozřejmě jsou v simulátoru i fiktivní základny jako základna na našem Měsíci nebo na Europě.
Létání v ORBITERU vyžaduje trochu praxe. Důležitou vlastností simulátoru je, že využívá realistických fyzikálních výpočtů. Naštěstí umožňuje kompresi času (až 100 000 x), díky čemuž lze například na Mars doletět cca během půl hodiny.

## Stroje
V ORBITERU lze už v základním balíčku létat z několika různými stroji. Reálnými i fiktivními.
- Delta-Glider – Malý pětimístný létající stroj připomínající stíhačku. Má silné motory a je stavěn jak na let v atmosféře tak vesmírem.
- Raketoplán Atlantis – Docela věrná kopie reálného Atlantisu. Může být také připojen ke své nosné raketě kterou jde při letu do vesmíru shodit.
- Shuttle-A – Fiktivní nákladní loď se silným motorem stavěná na delší lety jako Země-Mars. Nedokáže však vyvinout dost silný vertikální tah a tak je stavěn spíše na odlet z měsíců, ne z velkých planet.
- Shuttle PB – Malý osobní dopravní prostředek. V kokpitu je místo jen pro jednoho člověka.
- Dragonfly – Loď stavěná pro setrvání na orbitě. Je možné ji použít k připojení se k satelitům a vynesení je na vyšší orbitu, ale jinak tento stroj nedokáže létat atmosférou protože není vybaven ani křídly ani silnými motory, zajímavostí je, že je v něm simulována i práce elektroniky.
- Mezinárodní vesmírná stanice – V ORBITERU je ISS v už dostavěném stavu. Má mnoho doků, do kterých jde připojit mnoho lodí.
- Kosmická stanice MIR – Kopie opravdového ruského MIRU. Má 3 doky ke spojení s lodí.
- Lunární kruhová stanice – Velká fiktivní stanice ve tvaru kruhu obíhající Měsíc.
- Hubbleův vesmírný dalekohled – Věrná kopie dalekohledu obíhající orbitu kolem Země.

## Add-ony
Doplňky dělají z ORBITERU jeden z nejkvalitnějších freeware simulátorů vesmírných letů. Instalují se prostřednictvím jednoduchých instalátorů, které pouze rozbalí soubory doplňku do složek ORBITERU. Stejně jako ORBITER sám, doplňky nic neinstalují do systémových složek.
Nejznámější add-ony:
- Orbiter Sound – Doplněk fungující jako aktivovatelný modul dodávající do ORBITERU zvuk. Nejnovější je verze 3.5.
- UCGO – "Universal Cars and Cargos" je balíčkem několika strojů, scénářů aj. Mezi nimi jsou například: cisterna s palivem, mateřská loď, nafukovací člun, nákladní auto... Nejnovější je verze 2.0.
- Delta Glider IV-2 – Druhá verze vylepšeného Delta Glideru – Delta Glideru IV.
- UMmu – Doplněk umožňující pohybovat se ve světě ORBITERU nejen pomocí lodí nebo aut, ale také jako kosmonaut. Je možné chodit ve skafandru i bez něho. Také se zde simuluje kyslík nebo přežití po pádu z určité výšky. Nejnovější je verze 2.0.
- Orulex Landscape Generator – ORBITER v základu nemodeluje na povrchu planet hory a planety jsou pouze holé koule. Tento generátor z nich udělá planety hornaté. Více zde.
- Mashland 2 – ORBITER zjistí pokud narazíte do země, ale má problémy se zjištěním nárazu do hory vygenerované Orulexem. Mashland s Orulexem spolupracuje a tak zabraňuje průletu skrz horu a zachovává realističnost.